# 중부 방언
중부 방언은 경기 방언, 충청도 방언, 황해도 방언, 강원도 방언(영서 방언, 영동 방언)의 총칭이다. 경기 지방, 해서 지방, 호서 지방(대전·세종·충청), 강원도 등에서 쓰인다. 중부 방언이 북한이 설정한 함남-강원 도계 북쪽으로 침투하여 영흥, 고원, 요덕, 수동 등지까지 쓰인다고 보는 사람도 있다. 학자에 따라서는 처음부터 경기방언권(중부방언권)과 충청방언권으로 분리하기도 하며, 또는 경기도방언권·강원도방언권·황해도방언권·충청도방언권으로 세분하기도 한다.

## 특징
중부 방언권은 경기도, 충청도, 강원도, 황해도 이 4개의 지역이 포함된 방언권인만큼 그 지역이 매우 넓어 전 지역에 공통적으로 나타나는 특징을 추출해내기가 쉽지 않다. 가령 어떠한 방언이 성조를 음운목록으로 가지고 있느냐 없느냐는 방언 구획에 매우 중요하다. 중부방언권의 대부분 지역의 방언은 성조를 가지고 있지 않지만 강원도 영동 지방을 비롯하여 그 주변의 영서 지방인 평창·정선·영월 등지에서는 성조를 가지고 있다. 어휘의 경우에는 중부 방언권이 몇 조각으로 나누어질지 모를 정도로 그 차이가 심하다. 따라서, 중부 방언권 전 지역에 다 해당하는 중부 방언의 특징이란 극히 드물고, 또 그러한 것이 있다면 그것은 중부방언에만 있는 특징이기보다는 다른 방언에서도 발견되는 특징이기 쉽다. 그렇기에 중부 방언권에서만 관찰되는 특정한 현상이 있어서 중부방언권이 따로 설정되었다기보다는 뚜렷한 특징이 관찰되는 다른 방언권들을 제외하고 남은 방언권들을 하나로 묶은 것이 중부방언권이라고 이해하는 게 사실에 가까울지 모른다.

## 방언권 분류
중부 방언은 다른 방언보다 이질적인 하위방언들로 이루어져 있기에 어느 다른 방언보다도 여러 개의 하위방언으로 갈릴 가능성이 크다. 대개 다섯 개의 하위방언으로 갈릴 수 있을 듯하다.

### 지역에 따른 구분
이 지역에 따른 구분은 보통 8도제가 처음 시행되었던 조선시대의 행정 구역을 기준으로 '황해도 방언', '충청도 방언', '경기도 방언', '강원도 방언' 이 4가지로 분류하는 경우를 말한다. 물론 이 중에서도 서울 방언과 경기 방언을 따로 구분하여 총 5개의 방언으로 나뉠 수도 있으며, 강원도 방언에선 영서 방언과 영동 방언 두 개로 나누어서 총 6개의 방언이 될 수도 있으며, 영서 방언을 경기 방언의 일종으로 보고 '서울 방언', '경기 방언', '영동 방언', '충청 방언', '황해 방언' 이 5개로 나뉠 수도 있다.

### 학술적인 구분

#### 충청 방언을 제외한 중부 방언
충청 방언은 중부 방언 중에서는 전라 방언의 요소를 가장 많이 가지는 방언으로, 중부 방언의 하위 방언으로 분리될 수 있다. 하지만 개요에서도 나와있다시피 학자에 따라 중부 방언에서 충청 방언을 중부 방언의 하위 방언이 아닌, 독립적인 방언권으로 설정한 뒤 연구하는 경우도 있으며, 전국적으로도 충청 방언을 서울/경기 방언과 같은 중부 방언으로 인식하기보단 하나의 다른 방언권으로 인식하는 경우가 더 많기 때문에 학문적으로나 사회/문화적으로나 대중적으로나 중부 방언권에서 분리되는 경우가 많다. 이외에도 충청 방언이 전북 방언과 뿌리가 같기에 중부 방언에서 분리해야 된다는 주장이 있으며, 충북 방언은 중부 방언, 충남 방언은 천안과 내포 지방을 포함한 충남 북부 지역은 중부 방언권으로, 대전과 세종을 포함한 충남 남부 지역은 서남 방언과 동남 방언 같은 남부 방언권으로 분류하기도 한다.

#### 영동 방언을 제외한 중부 방언
영동 방언은 중부 방언 중에서는 동남 방언의 요소를 가장 많이 가지는 방언으로, 중부 방언의 하위 방언으로 분리될 수 있다. 사실 영동 방언은 태백산맥으로 갈리는 영서 지방과 영동 지방의 경계로 인해 영서 지방의 방언과는 큰 차이를 보이며, 동남 방언이나 동북 방언과 같은 성조가 있다는 특징으로 인해 최근엔 중부 방언권이 아닌 남부 방언권 혹은 동남 방언의 하위 방언으로 분류되는 경우가 많아졌다. 여기에선 영동 방언이라고만 해놨지만, 평창·정선·영월 등지의 영서 지방 역시도 성조가 있는 지역이기에 영동 방언권으로 분류될 수 있다.

#### 황해 방언을 제외한 중부 방언
황해 방언은 중부 방언 중에서는 평안 방언의 요소를 가장 많이 가지는 방언으로, 중부 방언의 하위방언으로 분리될 수 있다. 사실 황해 방언의 경우엔 경기 방언과의 유사성이 충청-경기 방언 간의 유사성보다 더 높은 방언권이다. 그렇기에 일찌감치 중부 방언에서 충청 방언을 배제하자는 말이 나온 것과는 달리, 황해 방언은 중부 방언의 하위 방언으로서 자리매김 하고 있었다. 하지만 남북한의 분단이 장기화 됨에 따라 경기 방언이 삼남 지방(충청·전라·경상)의 방언들에 큰 영향을 받은 것처럼 황해 방언 역시 서북 방언의 영향이 크게 작용하였고, 이로 인해 현재는 황해 방언을 중부 방언이 아닌 서북 방언과 동북 방언과 같은 북부 방언권으로 분류해야 된다는 의견이 나오고 있는 중이며, 서북 방언의 하위 방언으로 분류해야 된다는 이야기도 나오고 있는 실정이다.

### 사회/문화적인 구분

#### 서울/경기 방언과 강원 방언만 중부 방언권으로 여기는 경우
사실 대중적으로 충청 방언과 황해 방언은 서울/경기 지역 말과는 다르다는 인식이 지배적이며, 강원도 지역 사투리의 인지도가 낮다는 것과 강원도 지역 말은 수도권과 거의 다를 바가 없다는 인식이 현재 대한민국에 널리 자리잡고 있기에 중부 방언이라고 하면 수도권과 강원도 지역 방언만을 일컫는 경우가 많다.

#### 서울/경기 방언과 영서 방언만 중부 방언권으로 여기는 경우
위와 비슷한 이유지만, 영서 지방의 방언과는 달리, 영동 지방의 방언에는 성조가 있다는 걸 아는 사람들의 경우엔 수도권과 영서 지방만을 중부 방언권으로 여기는 경우가 있다. 특히 강원도민의 경우엔 이렇게 생각하는 경향이 강하다. 

#### 서울/경기 방언을 제외한 충청, 강원, 황해만 중부 방언권으로 여기는 경우
보통 사람들이 생각하기에 서울/경기 사람들은 사투리를 사용하지 않으며, 표준어만 사용한다고 여기는 경우가 많기 때문에 이들 지역을 제외하고 서울/경기 인근 지역인 황해도, 충청도, 강원도 지역만을 중부 방언권으로 일컫는 경우이다.

#### 서울을 제외한 경기, 충청, 강원, 황해만 중부 방언권으로 여기는 경우
요새는 수원 사투리에서 '-거야'를 '-거'를 끝맺음 한다는 특징이 대중적으로 꽤나 널리 알려졌기 때문에 경기도에도 사투리가 있다는 인식이 자리 잡으며, 표준어 사용 지역을 서울에만 한정시켜서 서울을 제외한 경기, 충청, 강원, 황해만을 중부 방언권으로 일컫는 경우이다. 주로 충청도와 가까운 경기 남부 지방 사람들이 이렇게 생각하는 경향이 있다.

#### 충청 방언과 강원 방언만 중부 방언권으로 여기는 경우
서울/경기 지역은 표준어 사용권, 황해 방언은 북부 방언이거나 아예 모르는 경우엔 충청 방언과 강원 방언만을 중부 방언권으로 생각하기도 한다.

#### 황해 방언과 강원 방언만 중부 방언권으로 설정한 경우
서울/경기 지역은 표준어 사용권, 충청 방언은 우리나라 방언 중 인지도가 경상/전라 다음으로 높은 편이기 때문에 중부 방언권이 아닌 하나의 독립적인 방언권으로 생각하는 경우, 황해 지역과 강원 지역 방언만을 중부 방언권으로 생각하기도 한다.

#### 강원 방언만 중부 방언권으로 설정한 경우
서울/경기 지역은 표준어 사용권, 황해 방언은 북부 방언이거나 아예 모르며, 충청 방언은 하나의 독립적인 방언권으로 생각하는 경우에 강원방언만을 중부 방언으로 여기는 시각도 있다.
어떠하든 중부 방언은 방언 구획을 어떠한 기준에 두고 하느냐에 따라 그 방언권의 영역이 여러 가지로 달라질 수 있는 방언권이라 할 수 있다.